# 高炜 (1963年)
高炜（1963年—），蒙古族，中华人民共和国政治人物、第十一届全国政协委员。
加入中国民主同盟，担任民盟辽宁省朝阳市委主委、朝阳市副市长。2008年，当选第十一届全国政协委员，代表少数民族界，分入第四十九组。